# Bruchophagus nikolskayae
Bruchophagus nikolskayae is een vliesvleugelig insect uit de familie Eurytomidae. De wetenschappelijke naam is voor het eerst geldig gepubliceerd in 1968 door Zerova.